# Az Olimposz hősei
Az Olimposz hősei öt kötetből álló fantasy műfajú ifjúsági regénysorozat, szerzője Rick Riordan. A sorozat folytatása a Percy Jackson és az olimposziak sorozatnak. A sorozat alapja a görög és a római mitológia.

## Szereplők

### Pozitív szereplők
- Perseus (Percy) Jackson – félisten, Poszeidón fia. A Hetedik Prófécia által kijelölt 7 hős közül az egyik. Az Olimposz Hősei: Az Elveszett Hős kezdete előtt 3 nappal eltűnik a Táborból és csak a Neptunus fia c. részben tudjuk meg, hogy hova kerül. A Hádész Háza részben ő és Annabeth eljutnak a Tartaroszba. Az utolsó részben elmegy Athénba az Argo II. fedélzetén. Fegyvere az Árapály nevű kard/toll. Barátnője Annabeth Chase.
- Jason (Jászon) Grace – félisten, Jupiter fia. A Hetedik Próféciának az egyik szereplője. Ő Thalia Grace testvére akit Héra elvett az anyjától 2 éves korában és elvitte a Jupiter Táborba. Eltűnése előtt ő lett a Jupiter Tábor egyik praetorja. A negyedik könyvben átadja a praetorságát Franknek hogy az az élőholtakat tudja irányítani. A könyvek során összejön Piperrel McLean-nel. Fegyvere egy aranyérme ami átmehet lándzsába és kardba is.
- Annabeth Chase – félisten, Athéné lánya. A Hetedik Prófécia egyik hőse. Ő találja meg Athéné szobrát, és győzi le Arakhnét az eszével. Fegyvere egy mennyei bronzból készült tőr, amit Luke Castellan-tól kap, majd a Tartaroszban elveszti. Ezután Damasztórtól kap egy csontkardot.
- Leo Valdez – félisten, Héphaisztosz fia. A Hetedik Próféciának az egyik szereplője. Ő építi meg az Argo II.-t amit már kiskorában is lerajzolt és ő lesz az Argo II. kapitánya. Ő az egyetlen aki képes tüzet dobálni és ezt először átoknak, majd később áldásnak éli meg. Nagyon ügyes ha gépek össze- vagy szétszedéséről van szó. Ő javítja meg Festus-t és újrahasznosítja a fejét az Argo II. orrdíszének és irányítójának. Találkozik Kalüpszóval és megígéri neki hogy egyszer visszatér és elviszi a szigetről amit később be is tart.
- Piper McLean – félisten, Aphrodité lánya. Ő is a Hetedik Prófécia egyik főszereplője. Az édesapjával él(t) mígnem elküldték őt a Vadon iskolájába, ahol találkozik Jászonnal. Piper egyik fontos tulajdonsága a  varázsbeszéd, amivel befolyásolni tudja az embereket és félisteneket is egyaránt. Fontos szerepe lesz Gaia felkelésének utolsó óráiban.
- Frank Csang – félisten, Mars fia. A negyedik részben Praetor lesz.
- Hazel Levesque – félisten, Pluto lánya. Később Frank barátnője. Féltestvére Nico di Angelo.
- Nico di Angelo – félisten, Hadész fia. Féltestvére Hazel Levesque.
- Reyna Avila Ramírez-Arellano – félisten, Bellona lánya. A Jupiter Tábor egyik preatorja.
- Hylla Avila Ramírez-Arellano – félisten, Bellona lánya, Reyna nővére, az amazonok vezére.
- Gleeson Hedge edző – szatír, a Félvér Táborban él. Ő védelmezte Clarisse-t az első küldetésén. Ő volt az aki védelmezte Pipert, Leo-t és Jászont a ventusok (vihharszellemek) ellen az Elveszett hős-ben. Ő is az Argo II. utasa a történetben de a végén Reynával és Nico-val tartott hogy elvigyék Athéné szobrát a Félvér Táborba. Az edzőnek feltűnési viszketegsége van mindig úgy adja elő a történeteket mintha ő is csinált volna valamit és mindig nagyzol. A végén megszületik a gyereke, Chuck Hedge egy felhőnimfától.
- Clarisse La Rue – Arész lánya, a Félvér-táborban tartózkodó hadvezér.
- Bob – titán, eredetileg Iapetosz volt, de Percy, Thália és Nico csata közben megfürdette a Léthében (a felejtés folyója, az Alvilágban), majd Percy Bobnak nevezte el. Innentől barátságos volt.
- Damasztór – óriás, Arész, a háborúisten ellentétének lett teremtve, emiatt békés.

### Negatív szereplők
- Khióné – hóistennő
- Enkeladosz – gigász, Athéné ellentéte
- Porphürión – gigász, Zeusz ellentéte
- Polybotes – gigász, Poszeidón ellentéte
- Alküóneusz – gigász, Hadész ellentéte
- Ephialtész – gigász, Dionüszosz ellentéte
- Ótosz – gigász, Dionüszosz ellentéte
- Pasziphaé – varázslónő
- Clythius – gigász, Hekaté ellentéte
- Órión – gigász, Artemisz ellentéte
- Gaia – földistennő
- Octavianus – félisten, Apollo fia, a Jupiter Tábor jósa
- Tartarosz – a sötét mélység istene
- Arakhné – a szövőnő akit Athéné átváltoztatott pókká

## Cselekmény

### Az elveszett hős
Percy Jackson eltűnik, és felbukkan három új hős, Jason (Jászon) Grace, Piper McLean, és Leo Valdez. Jászonról kiderül, hogy amnéziás, és semmire sem emlékszik. Pipert, és Leót pedig megzavarta a köd, és azt hitték, Jászon régóta velük van. Jászonról kiderül, hogy Zeusz fia, Piperről hogy Aphrodité lánya, Leóról pedig hogy Héphaisztosz fia. Elviszik őket a Félvér Táborba, illetve időközben megismerkednek Gleeson Hedge "edzővel", aki egy szatír. Megjelenik egy új prófécia, ami 7 hősről szól, a három félisten pedig küldetésre indul. Időközben találkoznak Khiónéval, illetve Enkeladosszal is. Kiderül, hogy Pipert megzsarolták az apjával, illetve az is, hogy Jászon egy másik Félvér Táborból származik. Végül megmentik Piper apját a farkasok, és Artemisz vadászai segítségével. Jászonról az is kiderül, hogy van egy testvére, Thália. Percyről semmi hír, de gyanakodni kezdenek rá, hogy egy másik Félvér Táborban bolyong, és semmire sem emlékszik a múltjából.

### Neptunus fia
Percy Jackson egy olyan világban találja magát, amiben semmit sem ért, kivéve, hogy léteznek az istenek, és a félistenek ,és a múltjában szereplő egyetlen ember Annabeth, a barátnője. Amikor egy öreg nénike egy furcsa bányabejáraton viteti be magát Percyvel, kezd félni. Megismerkedik Hazel Levesque-el, és Frank Zhang (Csang)-gal. Kiderül, hogy egy Római Félvér táborban van, és megismerkedik a Római félistenekkel. Hárman egy új küldetésre indulnak, Franket megválasztják szenátornak, Percyt pedig praetornak. Összebarátkoznak Ellával, a hárpiával, Percynek kezdenek visszatérni az emlékei, és sikerül időben kiszabadítani Halált.

## Magyarul
1. Az elveszett hős. Az Olimposz hősei 1. rész; ford. Acsai Roland; Könyvmolyképző, Szeged, 2014 (Kaméleon könyvek)
2. Neptunus fia. Az Olimposz hősei 2. rész; ford. Acsai Roland; Könyvmolyképző, Szeged, 2015 (Kaméleon könyvek)
3. Athéné jele. Az Olimposz hősei 3. rész; ford. Acsai Roland; Könyvmolyképző, Szeged, 2015 (Kaméleon könyvek)
4. Hádész háza. Az Olimposz hősei 4. rész; ford. Acsai Roland, társford. Garamvölgyi Katalin; Könyvmolyképző, Szeged, 2016 (Kaméleon könyvek)
5. Olimposz Vére. Az Olimposz hősei 5. rész; ford. Molnár Edit; Könyvmolyképző, Szeged, 2018 (Kaméleon könyvek)